# Stuart Blumberg
Stuart Ethan Blumberg (* 19. Juli 1969 in Cleveland, Ohio) ist ein US-amerikanischer Drehbuchautor, Produzent und Schauspieler.

## Leben
Nach seinem Bachelorabschluss in Geschichte an der Yale University arbeitete Blumberg mehrere Jahre als Investmentbanker bei Morgan Stanley in New York City. Danach begann er Broadway Stücke zu schreiben und zu inszenieren. Blumberg verbrachte dann eine Saison als Autor für die Comedy-Serie MAD TV. Seinen ersten Kinofilm produzierte er im Jahr 2000 mit Glauben ist alles!.

## Filmografie (Auswahl)
Als Drehbuchautor:
- 1995–1996: Mad TV (The Importance of Being Earnest)
- 2000: Glauben ist alles! (Keeping the Faith)
- 2004: The Girl Next Door
- 2010: The Kids Are All Right

Als Produzent:
- 2000: Glauben ist alles! (Keeping the Faith)
- 2009: By the People: The Election of Barack Obama
- 2009: Leaves of Grass
- 2012: Thanks for Sharing – Süchtig nach Sex

Als Schauspieler:
- 1999: Fight Club
- 2000: Glauben ist alles! (Keeping the Faith)
- 2002: Stella Shorts 1998-2002
- 2004: The Girl Next Door
- 2010: The Kids Are All Right

## Auszeichnungen
- 2010: Satellite Award: Nominierung in der Kategorie Bestes Originaldrehbuch für The Kids Are All Right
- 2011: Golden Globe: Nominierung in der Kategorie Bestes Filmdrehbuch für The Kids Are All Right
- 2011: BAFTA Award: Nominierung in der Kategorie Bestes Originaldrehbuch für The Kids Are All Right
- 2011: Oscar: Nominierung in der Kategorie Bestes Originaldrehbuch für The Kids Are All Right